# Palazzo Fieschi (Savignone)
Il palazzo Fieschi, o palazzo Marchionale, è un edificio storico italiano situato nel comune di Savignone, in piazza Italo Ghelfi, nella città metropolitana di Genova.
L'edificio, con le sue pertinenze e il giardino, sono sottoposti a vincolo da parte della Soprintendenza per i beni archeologici della Liguria.

## Storia e descrizione
Collocato nella centrale piazza Italo Ghelfi, ex piazza della Chiesa, il palazzo ha una probabile origine quattrocentesca o cinquecentesca, sebbene non siano stati reperiti documenti che attestino l'esatto anno di edificazione.
L'aspetto massiccio dell'edificio, la cui facciata presenta ancora due garitte angolari, induce a pensare che siano avvenute diverse e sostanziali trasformazioni che hanno elevato, quasi certamente tra il 1565 e il 1569 per opera del conte Ettore Fieschi, a rango di palazzo comitale una fortezza tardo medioevale già utilizzata mentre era ancora abitato il castello omonimo del XIII secolo.
Il palazzo rimase abitazione della famiglia Fieschi sino al 1856, anno in cui, l'ultima discendente, Carlotta, lo affittò per essere trasformato in stabilimento idroterapeutico sfruttando le qualità terapeutiche della interna fonte.
Nel 1997 la struttura, dopo un restauro in armonia con l'architettura originaria, aprì come Grand'Hotel e residenza d'epoca, e poi adibita a struttura sanitaria riabilitativa dal 2017.